# Albrecht Kohlsdorf
Albrecht Kohlsdorf (* 13. September 1953) ist ein deutscher Kommunalpolitiker (CDU).
Kohlsdorf wuchs in Großrückerswalde auf. Er lebt in Pobershau, wo er bis 1989 als Bürgermeister amtierte. Vom 7. Juni 1990 bis zum 31. Juli 1994 war er Landrat des Landkreises Marienberg. Anschließend war er für zwei Amtszeiten bis zum 31. Juli 2008 Landrat des infolge der Kreisreform 1994 neugebildeten Mittleren Erzgebirgskreises. Bei der 2008 erstmals durchgeführten Wahl eines Landrats des bei Kreisreform 2008 neugeschaffenen Erzgebirgskreises verzichtete er auf eine Kandidatur. 
Von der regionalen Tageszeitung Freie Presse wurde 2008 spekuliert, dass der Verzicht auf eine Kandidatur von der erzgebirgischen CDU erreicht wurde, indem Kohlsdorf die Geschäftsführung der neuzugründenden kommunalen „Krankenhaus-Gesundheitsholding Erzgebirge GmbH“ angetragen wurde. Der Posten wurde ihm ohne öffentliche Ausschreibung durch den Kreistag des Erzgebirgskreises übertragen. Ende Juli 2018 ging Albrecht Kohlsdorf in den Ruhestand.
Albrecht Kohlsdorf ist verheiratet und hat drei Kinder.

## Ehrungen
- 2011: Botschafter des Erzgebirges